# Svazek obcí Mikroregionu Mohelnicko
Svazek obcí Mikroregionu Mohelnicko je dobrovolný svazek obcí v okresu Šumperk, jeho sídlem je Mohelnice a jeho cílem je koordinace postupů při řešení problémů týkajících se rozvoje samosprávy obcí, hospodářského, kulturního a sociálního života obcí, společné úsilí o zvýšení účelových dotací do oblasti mikroregionu, další společné aktivity (podpora zemědělského a nezemědělského podnikání, péče o památky a podpora). Sdružuje celkem 14 obcí a byl založen v roce 2001.

## Obce sdružené v mikroregionu
- Klopina
- Krchleby
- Líšnice
- Loštice
- Maletín
- Mírov
- Mohelnice
- Moravičany
- Palonín
- Pavlov
- Police
- Stavenice
- Třeština
- Úsov